# Olivier Panis
Olivier Denis Panis, född 2 september 1966 i Lyon, är en fransk racerförare. Han bor i Pont de Claix i Grenoble.

## Racingkarriär
Olivier Panis blev fransk Formel Renault-mästare 1989 och gick därefter över till formel 3 och formel 3000. Han blev internationell mästare i den senare klassen 1993. Panis debuterade i formel 1 för Ligier 1994. Han vann i Monaco 1996. Säsongen därpå bröt han benet när han låg trea i mästerskapet och missade tre månader. Säsongen 2000 var han testförare för McLaren-Mercedes. Innan han tog det jobbet hade han sensationellt tackat nej till en förarplats i Williams.

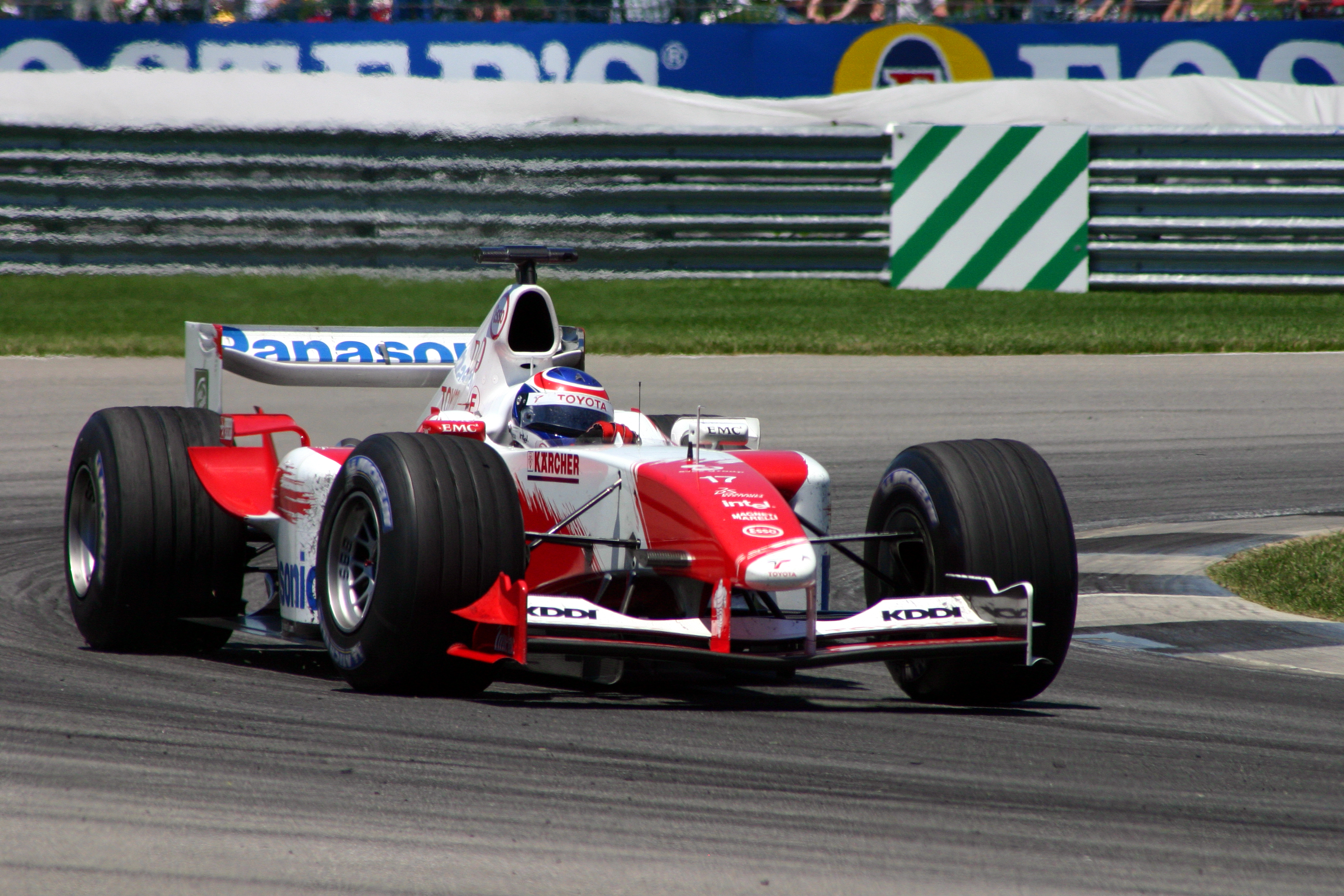
Olivier Panis i Toyota i i sitt 150:e grand prix.

Panis körde senast för Toyota men lade av tävlandet och blev i stället rådgivare och testförare för det japanska stallet under två säsonger.

## F1-karriär
| Säsong                 | Stall/Tillverkare      | Placering              | Lopp | Poäng | Etta | Tvåa | Trea | Pole | Varv |
| ---------------------- | ---------------------- | ---------------------- | ---- | ----- | ---- | ---- | ---- | ---- | ---- |
| 1994                   | Ligier-Renault         | 11                     | 16   | 9     |      | 1    |      |      |      |
| 1995                   | Ligier-Mugen Honda     | 8                      | 17   | 16    |      | 1    |      |      |      |
| 1996                   | Ligier-Mugen Honda     | 9                      | 16   | 13    | 1    |      |      |      |      |
| 1997                   | Prost-Mugen Honda      | 9                      | 10   | 16    |      | 1    | 1    |      |      |
| 1998                   | Prost-Peugeot          | -                      | 16   |       |      |      |      |      |      |
| 1999                   | Prost-Peugeot          | 15                     | 16   | 2     |      |      |      |      |      |
| 2001                   | BAR-Honda              | 14                     | 17   | 5     |      |      |      |      |      |
| 2002                   | BAR-Honda              | 14                     | 17   | 3     |      |      |      |      |      |
| 2003                   | Toyota                 | 14                     | 16   | 6     |      |      |      |      |      |
| 2004                   | Toyota                 | 14                     | 17   | 6     |      |      |      |      |      |
| Sammanlagt 10 säsonger | Sammanlagt 10 säsonger | Sammanlagt 10 säsonger | 158  | 76    | 1    | 3    | 1    | 0    | 0    |

| 1. Monaco 1996                                      | \| 1. Tyskland 1994 2. Australien 1995 3. Spanien 1997 \| | 1. Brasilien 1997 |
|                                                     |                                                           |                   |
| 1. Tyskland 1994 2. Australien 1995 3. Spanien 1997 |                                                           |                   |